# دارماکارا
دارماکارا (انگلیسی: Dharmarakṣa; ۱ ژانویهٔ ۰۲۳۳ – ۱ ژانویهٔ ۰۳۱۰) مترجم اولیه سوتراهای ماهایانا به چینی بود. او تأثیر عمیقی بر بودیسم آسیای شرقی داشت. او در فهرست‌های کتاب مقدس با اصلیت یوئه‌چی (غرب چین) توصیف شده‌است.